# Chromis abyssicola
Chromis abyssicola là một loài cá biển thuộc chi Chromis trong họ Cá thia. Loài này được mô tả lần đầu tiên vào năm 1985.

## Từ nguyên
Từ định danh abyssicola được ghép bởi hai âm tiết trong tiếng Latinh: abyss ("sâu thẳm") và hậu tố cola ("cư dân"), hàm ý đề cập đến việc loài cá này sinh sống ở vùng nước sâu hơn so với hầu hết các loài cá thia khác.

## Phạm vi phân bố và môi trường sống
C. abyssicola là một loài đặc hữu của Úc, được tìm thấy dọc theo bờ biển đông nam nước này, bao gồm hai khu vực ngầm là sống núi Lord Howe và sống núi Norfolk dưới biển Tasman, mở rộng đến sống núi Kermadec ở phía bắc Đảo Bắc (New Zealand).
C. abyssicola sống xung quanh những tảng đá ngầm xa bờ ở độ sâu khá sâu, khoảng 63–165 m.

## Mô tả
C. abyssicola có chiều dài cơ thể lớn nhất được ghi nhận là 14 cm. Cơ thể có màu xanh xám nhạt với viền xám sẫm ở vảy. Có 2 đến 3 vệt đốm trắng lớn dọc theo lưng và một đốm đen lớn ở gốc vây ngực. Có một đường sọc màu xám bạc uốn cong theo phần dưới ổ mắt, nằm trên môi trên. Vây lưng hơi vàng ở phía cuối, phần phía trước màu xám nhạt. Vây hậu môn màu xám nhạt, hơi sẫm đen ở gần rìa. Vây bụng trắng. Đuôi màu vàng tươi với dải xám sẫm ở rìa sau. Vây ngực trong mờ.
Số gai ở vây lưng: 13; Số tia vây ở vây lưng: 13–14; Số gai ở vây hậu môn: 2; Số tia vây ở vây hậu môn: 11–12; Số tia vây ở vây ngực: 19–20; Số gai ở vây bụng: 1; Số tia vây ở vây bụng: 5; Số lược mang: 29–32.

## Sinh thái học
Thức ăn của C. abyssicola là động vật phù du. Cá đực có tập tính bảo vệ và chăm sóc trứng; trứng có độ dính và bám vào nền tổ.